# Paratrachelophorus fukienensis
Paratrachelophorus fukienensis es una especie de coleóptero de la familia Attelabidae.

## Distribución geográfica
Habita en China.